# 福寿院 (杉並区)
福寿院（ふくじゅいん）は、東京都杉並区にある曹洞宗の寺院。

## 概要
1591年（天正19年）または1614年（慶長19年）、雪底春積によって開山した。開山年代に二通りの説があるが、天正説は江戸時代の「御府内備考続編」を、慶長説は明治時代の「寺院明細帳」を根拠にしている。
元々は江戸麹町（現・東京都新宿区四谷）に位置していたが、1907年（明治40年）に現在地に移転した。

## 墓所
- 池田英泉（浮世絵師）

現在は東京都指定旧跡になっている。

## 交通アクセス
- 地下鉄丸ノ内線新高円寺駅より徒歩4分。
- 中央線快速・高円寺駅より徒歩10分